# José Manuel Duarte Cendán
José Manuel Duarte Cendán (11 de Agosto de 1936 - 22 de Novembro de 2022) foi um psiquiatra e político espanhol. Membro do Partido Socialista Operário Espanhol, serviu no Senado de 1977 a 1986 e no Parlamento Europeu de 1986 a 1987 e novamente de 1990 a 1994.
Duarte faleceu no dia 22 de Novembro de 2022, aos 86 anos.